# Echte
Die Ortschaft Echte liegt im südlichen Niedersachsen im Landkreis Northeim in der Gemeinde Kalefeld, südöstlich der Aue zwischen den Erhebungen Bierberg, Kahlberg und Luhne.

## Geschichte

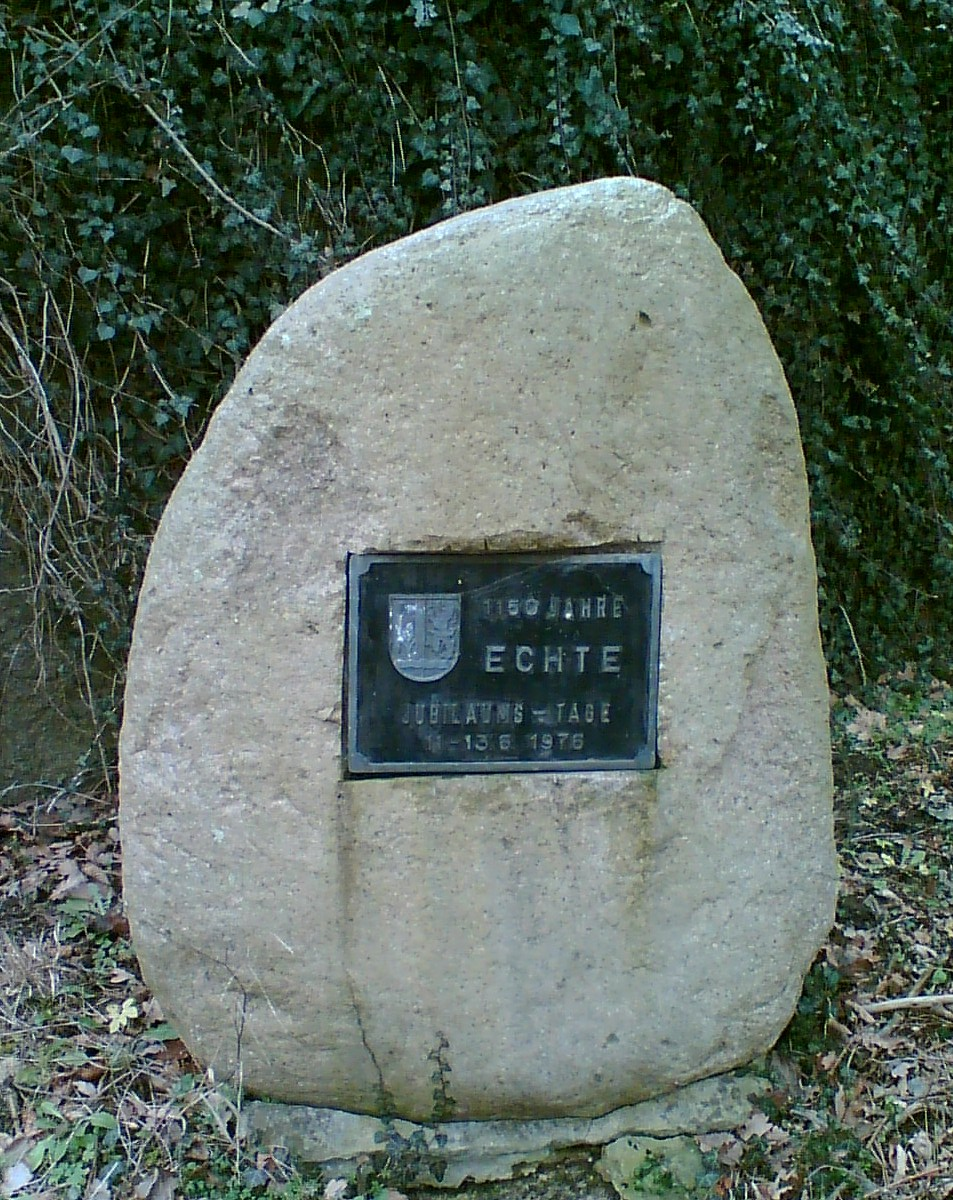
Gedenkstein zur urkundlichen Ersterwähnung

Die erste urkundliche Erwähnung von Echte war laut Fuldaer Tradition 826. Damals wurde der Ort Eti genannt und lag an einem der wichtigsten Handelswege. Der Ort wurde 973 in einer Urkunde des Otto II. erwähnt, in der dieser dem Marienkloster Rechte bestätigt.
Am Klausberge im Südosten oberhalb von Echte lag die Echter Burg. Die Gründung der Burg ist unbekannt. Sie wurde in den Urkunden über den Herlingsberger Krieg zwischen dem Bischof Siegfried von Hildesheim und Heinrich II. (der Wunderliche genannt) erwähnt. Nach dem Sieg bei Einbeck 1290 zog Bischof Siegfried mit seinen Scharen vernichtend durch Fürstentum Grubenhagen. Fünf Burgen Heinrichs wurden dabei zerstört, unter anderem die Echter Burg 1291. Mauer- und Wallreste sowie ein fast verschütteter Brunnen waren noch bis 1900 zu sehen.
Im 13. Jahrhundert bestand das Dorf aus vier Vollhöfen, sechs bis acht Halbhöfen und etwa zwölf Kothstellen, das erwähnen Urkunden aus dieser Zeit. Etwa 150 Bewohner mögen es gewesen sein.
Die Kirchenbücher sind seit 1635 lückenlos vorhanden.
Das handwerkliche Leben war in Echte schon sehr früh und stark entwickelt. 1657 entstanden in Echte 86 Wohnhäuser und der Ort zählte 362 Einwohner. Davon waren 16 Handwerker. Echte war eine aufstrebende Gemeinde. Dies beweist die Tatsache, dass im Jahre 1779 Echte 479 Einwohner hatte. An der Häuserzahl hatte sich nichts geändert. Jedoch waren in Echte 35 Handwerker (1 Chirurgus, 1 Rossarzt, 2 Müller, 4 Schneider, 6 Schuster, 8 Leineweber, je 1 Drechsler, Tischler, Fenstermacher und Rademacher, 5 Zimmerleute und je 2 Schmiede und Maurer). Die Höfestatistik weist 10 Meier und 60 Groß- und Kleinköthner auf. Auch weiterhin entwickelte sich Echte zu einer zentralen Gemeinde. Im Jahr 1821 waren es 694 Einwohner.
Die Zahl von 944 Einwohnern des Jahres 1845 verringerte sich innerhalb von drei Jahren auf 902 Einwohner. In den davorliegenden zehn Jahren, besonders aber während der Jahre 1845 und 1846, fand eine ziemlich starke Auswanderung – zum Teil noch von der Gemeinde unterstützt – nach Amerika statt; im ganzen von etwa 100 Menschen, meistens grundbesitzlose Familien und einzelne Handwerker und Tagelöhner. Die Zahl der Wohnhäuser betrug 103.
Um 1880 wanderten erneut sehr viele Echter Bürger nach Übersee aus.
Während der Weimarer Republik zählte Echte 776 Einwohner und bot vielen Evakuierten aus dem Rheinland Unterkunft und Lebensunterhalt.
Nach der Errichtung der Erzgrube Echte zum Abbau von Eisenerz, dem Neubau von 32 Kleinsiedlerstellen und dem Zuzug von Bergmannsfamilien aus dem Revier hatte Echte 1.066 Einwohner im Jahre 1939. Fünf weitere Wohngebäude mit 20 Volkswohnungen und die neue Schule In der Trift wurden gebaut.
Nach Ende des Zweiten Weltkriegs verließen viele Evakuierte Echte, um ihre zumeist kriegszerstörten Heimatstädte wieder aufzusuchen. Somit wurde Wohnraum für die Flüchtlinge, die aus allen Himmelsrichtungen kamen, geschaffen. Wie in den meisten Teilen von Deutschland wurde damit die gesamte Bevölkerungsstruktur verändert. Von 1945 bis 1948 stieg die Einwohnerzahl von Echte auf ca. 2.000 an, d. h. auf die doppelte Einwohnerzahl als vor Kriegsbeginn.
Von 1946 bis 1958 war Echte Sitz einer katholischen Pfarrvikarie, ohne dass es jedoch zum Bau einer katholischen Kirche kam. Die Gottesdienste fanden in evangelischen Kirchen statt. Nach Auflösung der Pfarrvikarie gehörten die Katholiken in Echte zunächst zur Pfarrvikarie Hohnstedt; bis 2015 war St. Jakobus der Ältere in Kalefeld die nächstgelegene katholische Kirche.
Die Ortschaft wurde im 20. Jahrhundert zu einem von sechs Standorten in Niedersachsen, in denen Löschwasseraußenlastbehälter für Hubschrauber zur Waldbrandbekämpfung gelagert werden.
Diese wurden im Jahr 2014 von dem Land Niedersachsen in dem Standort der Feuerwehrtechnischen Schule Celle verlagert.
Echte wurde am 1. März 1974 in die Gemeinde Kalefeld eingegliedert.

## Politik

### Ortsrat
Der Ortsrat, der Echte vertritt, setzt sich aus neun Ratsfrauen und Ratsherren zusammen. Bei der Kommunalwahl 2021 ergab sich folgende Sitzverteilung:
| Ortsrat 2021Insgesamt 9 Sitze - SPD: 5 - CDU: 4 |

### Ortsbürgermeister
Ortsbürgermeister ist Nils-Eric Schluß (SPD).

## Wirtschaft und Infrastruktur

### Verkehr

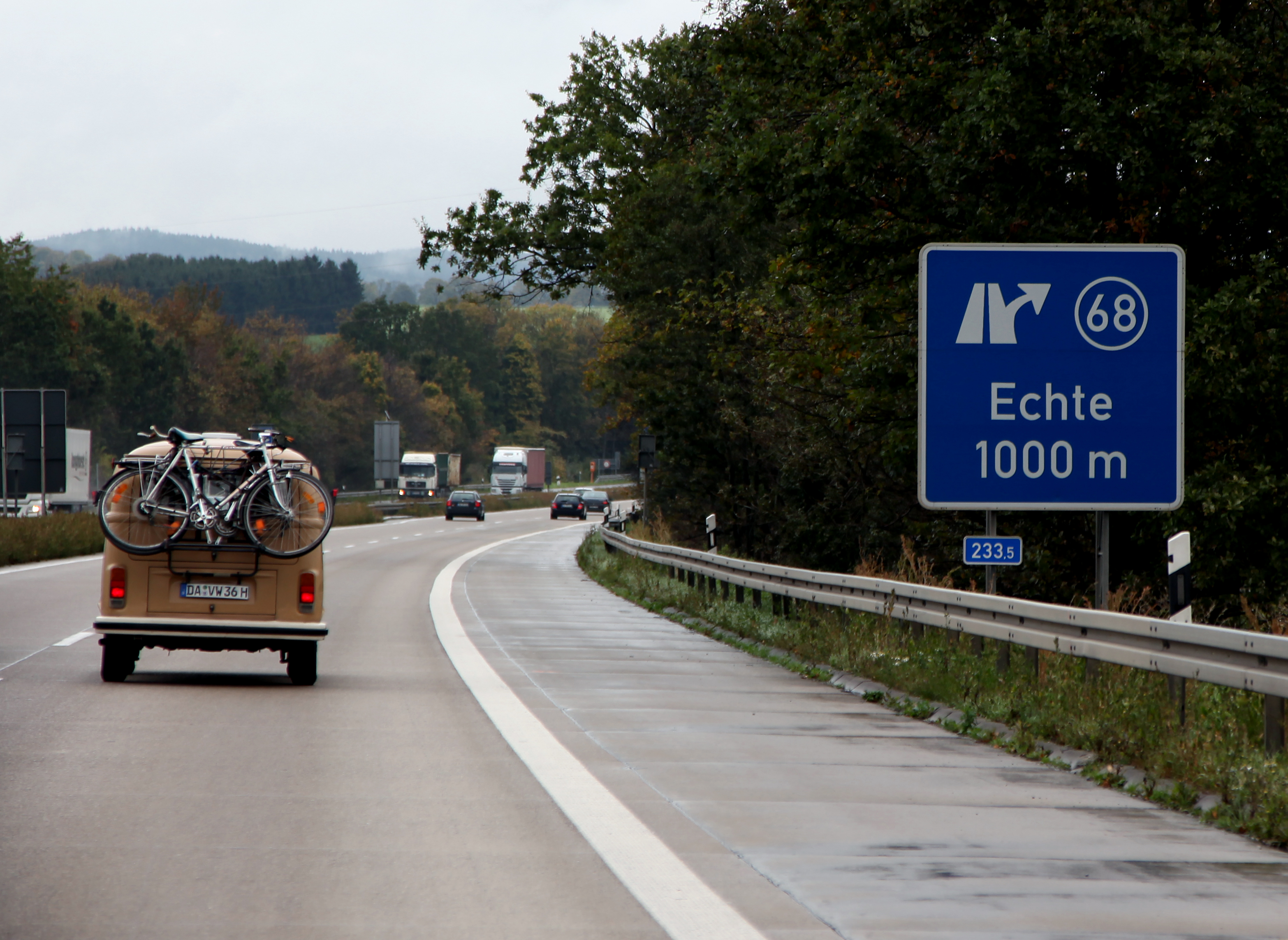
Ankündigung der Abfahrt „Echte“ auf der Bundesautobahn 7

Der Ort liegt an der Kreuzung einer Bundesstraße und der Bundesautobahn 7. Der Bahnhof Echte lag an der Bahnstrecke Osterode–Kreiensen. Diese ist stillgelegt.

### Infrastruktur
So befindet sich hier als Teil der Kalefelder Gemeindeverwaltung Ordnungsamt, Einwohnermeldeamt und Standesamt. Eine zweizügige Grundschule und ein Kindergarten (ca. 100 Plätze) mit Integrationsgruppe. Außerdem ist der Einrichtung eine Hortgruppe angegliedert, die im Haus bei der Kirche untergebracht ist.
Weiterhin sind im Ort Gewerbe- und Handwerksbetriebe sowie weitere Dienstleistungsbetriebe angesiedelt.

## Kultur und Sehenswürdigkeiten

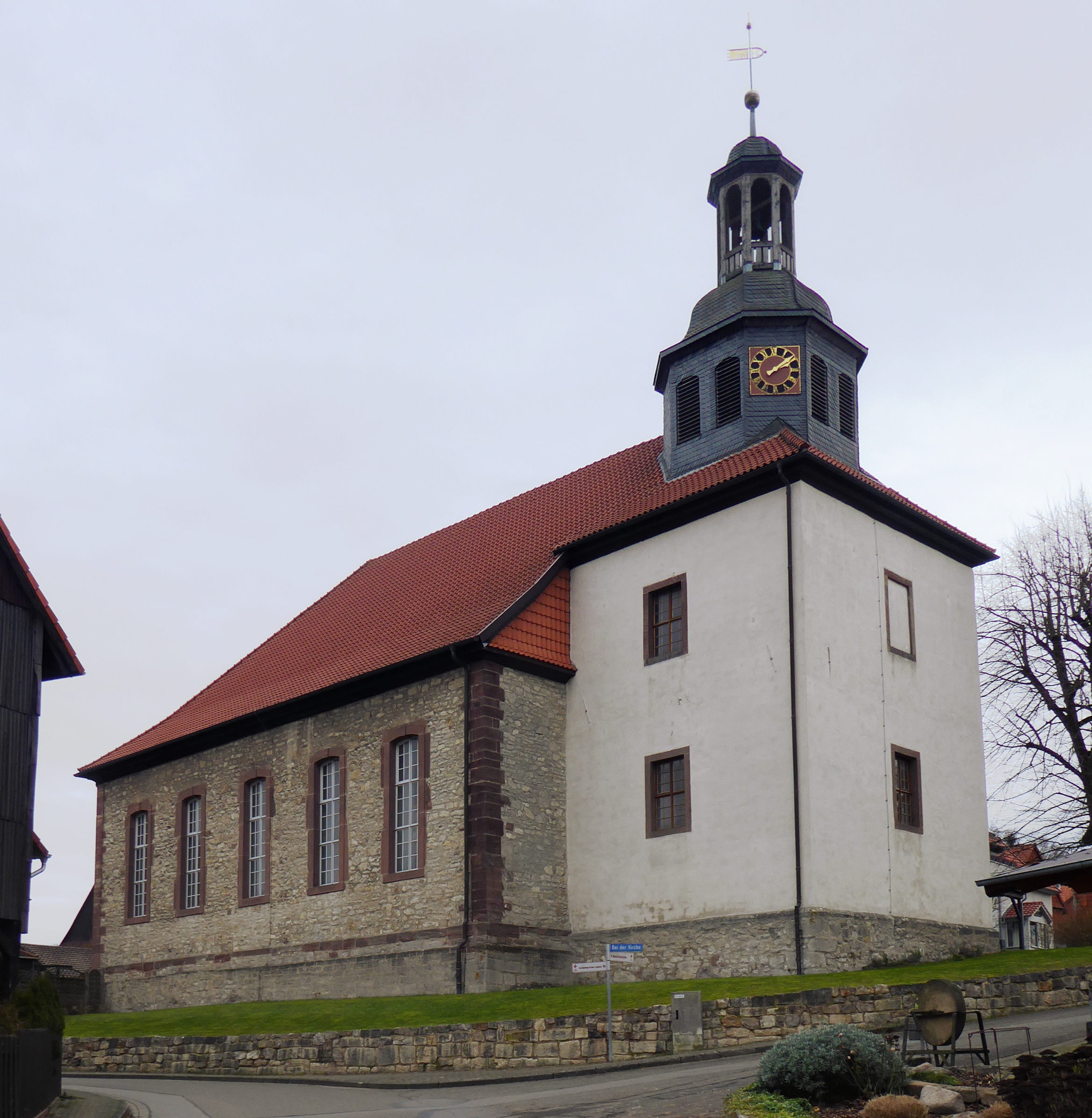
St.-Nikolai-Kirche

Echte verfügt über 16 Vereine/Verbände. Zu den Vereinen gehören der TSG Echte und der MGV Echte.
Die Nicolaikirche, deren Gemeinde zum Kirchenkreis Harzer Land gehört, liegt auf einer Anhöhe in Dorfmitte. Sie wurde 1796–98 nach einem Dorfbrand erbaut, dem auch das Kirchenschiff der Vorgängerkirche zum Opfer fiel. Der Saalbau ist im Grundriss rechteckig und wurde aus Kalkbruchstein aufgeführt, die Ecken, die Fenstergewände und das Sockelsims heben sich in rotem Buntsandstein ab. Der Unterbau des im Grundriss quadratischen Westturms ist im Kern noch mittelalterlich, er ist heute verputzt und besitzt einen achteckigen Turmaufsatz mit den Glocken und eine abschließende hohe Laterne.
Die als Baudenkmale ausgewiesenen Objekte im Ort sind in der Liste der Baudenkmale aufgeführt.
Am südlichen Ortsrand von Echte befindet sich ein weitläufiges Solarfeld, welches baulich in zwei Felder getrennt ist. Die strukturierte Anordnung der Module und ihre Einbettung in die offene Landschaft verleihen der Anlage eine ruhige, gleichmäßige Ästhetik. Besonders bei tiefem Sonnenstand entstehen eindrucksvolle Licht- und Spiegeleffekte, die das Erscheinungsbild der Anlage visuell hervorheben.
Etwas oberhalb von Echte befindet sich ein kleines Wasserhäuschen auf dem Berg. Von dort bietet sich ein weiter Blick über Echte und die umliegende Landschaft und ins Tal hinab.

## Persönlichkeiten
- Anton Friedrich Kahn (* 1713 in Echte; † 13. Mai 1797 in Helmstedt), deutscher Fechtmeister
- Sabine Hamer (* 1953), Politikerin (SPD), wurde in Echte geboren.